# Ceciliano (Arezzo)
Ceciliano (già Cicigliano) è una frazione del comune di Arezzo, in Toscana.
È convenzionalmente divisa in Ceciliano, la parte del paese (in alto) a ovest della ferrovia, e Casenuove di Ceciliano (in basso), la parte a est della ferrovia.

## Storia
Il territorio della frazione è stato frequentato sin dall'epoca preistorica, come dimostrano vari ritrovamenti risalenti al Paleolitico e al Neolitico. Di particolare interesse la scoperta presso Ceciliano di un complesso industriale musteriano del Paleolitico medio di tipo "La Quina".
Il borgo venne fondato nel I secolo a.C. quale villa di campagna di Tito Pomponio Attico e, nel 1018, prese il nome di Ceciliano, toponimo da annoverare tra gli esempi di prediali romani, forse in ricordo della figlia di Pomponio Attico o dalla famiglia romana che lo possedette in seguito, discendente della gens Caecilia.
Fino agli anni settanta, benché distasse solo tre chilometri dal centro cittadino di Arezzo, era un vero e proprio paese di campagna, con campi coltivati a orzo e grano nella parte bassa, mentre nella parte alta, vicino alla chiesa, si trovavano stalle di vacche chianine. Negli anni ottanta l'espansione edilizia ha inglobato la frazione nella periferia aretina facendogli così perdere le precedenti caratteristiche di paese di campagna.

## Monumenti e luoghi d'interesse
- Chiesa di San Romano, chiesa parrocchiale della frazione, è documentata per la prima volta in un diploma di Ugo e Lotario del 941.[2]

## Cultura

### Media
La località ospita anche la sede della televisione privata locale Teletruria che nel 2008 si è spostata dal centro di Arezzo nella parte bassa di Ceciliano ovvero a Casenuove di Ceciliano lungo la SR71.

## Infrastrutture e trasporti

### Strade
Ceciliano è la prima frazione che si incontra dirigendosi dal capoluogo verso nord sulla strada statale 71 Umbro Casentinese Romagnola.

### Ferrovie
La frazione è collegata inoltre con il capoluogo a sud e la valle del Casentino a nord anche dalla linea ferroviaria Arezzo-Stia che vi ha una fermata – Ceciliano-Puglia – che serve anche la vicina località di Puglia.

## Sport
Nel paese è presente anche una locale squadra di calcio: la US Ceciliano, che con alterne avventure, milita tra la terza categoria e la seconda. 